# عيسى برادجي
عيسى برادجي (بالفرنسية: Issa Ba)‏ (7 أكتوبر 1981 بداكار في السنغال - ) هو لاعب كرة قدم سنغالي في مركز الوسط. شارك مع منتخب السنغال لكرة القدم. أما مع النوادي، فقد لعب مع دينامو بوخارست وستاد لافال وفيسوا كراكوف ونادي أوكسير ونادي تارغو موريش ونادي شاتورو ونادي دياراف ودينامو بوخارست ‏ وCS Gaz Metan Mediaș ‏.

## روابط خارجية
- عيسى برادجي على موقع قاعدة بيانات كرة القدم.إي يو (الإنجليزية)
- عيسى برادجي على موقع ليكيب (الفرنسية)
- عيسى برادجي على موقع ناشيونال فوتبول تيمز (الإنجليزية)
- عيسى برادجي على موقع Soccerway.com (الإنجليزية)
- عيسى برادجي على موقع عالم كرة القدم.نت (الإنجليزية)
- عيسى برادجي على موقع GSA (الإنجليزية)